# ゲーム・キッズ
『ゲーム・キッズ』は、渡辺浩弐の小説シリーズ。『1999年のゲーム・キッズ』『2000年のゲーム・キッズ』『2999年のゲーム・キッズ』『2013年のゲーム・キッズ』『令和元年のゲーム・キッズ』『2020年のゲーム・キッズ →その先の未来』の6シリーズが存在する。また、『2999年のゲーム・キッズ』は同名のPlayStation用ゲームソフトが存在する（→プレイステーションコミック）。

## 概要
エンターブレインの『ファミコン通信』（現：ファミ通）にて1993年から1995年にかけて『1999年のゲーム・キッズ』が連載され、同作の終了後は『2000年のゲーム・キッズ』『2999年のゲーム・キッズ』が続けて連載された。
いずれの作品も連作オムニバス小説の形式で描かれており、共通の登場人物などは基本的に存在しない。『1999年のゲーム・キッズ』は作品が連載されていた90年代当時に注目されていた携帯電話やインターネットなどデジタル・科学技術を題材にしており、『2000年のゲーム・キッズ』『2999年のゲーム・キッズ』『2013年のゲーム・キッズ』も基本的には同様のスタンスで執筆されている。
2011年5月20日、星海社が運営するウェブサイト『最前線』にて『ゲーム・キッズ』が復活、及びに過去の『ゲーム・キッズ』シリーズが星海社から発行されることが発表された。それぞれ上下巻の文庫になり、全作リライトされ結末が変わったものもある。
2012年10月『マチ★アソビ vol.9』星海社パラソルショップにて書き下ろし「マチ★アソビのゲーム・キッズ」を発表。同年11月7日『最前線』上で『2013年のゲーム・キッズ』の週刊連載が開始され、その第1回「謎と旅する女」がTwitter等で話題になった。第2回以降は『ニコニコ生放送』の「星海社アワーfeat.2013年のゲーム・キッズ」にて新人女性声優による朗読会が行われている。

## 書誌情報

### 単行本
1999年のゲーム・キッズ
ファミ通ブックス版
- 1999年のゲーム・キッズ （1994年3月発行、アスペクト） ISBN 978-4893661920
- 1999年のゲーム・キッズII マザー・ハッカー （1994年9月発行、アスペクト） ISBN 978-4893662743
- 1999年のゲーム・キッズIII デジタルな神様 （1995年12月発行、アスペクト） ISBN 978-4893664396

2000年のゲーム・キッズ
ファミ通ブックス版
- 2000年のゲーム・キッズ 仮想科学小説集 （1997年3月発行、アスペクト） ISBN 978-4893666796
- 2000年のゲーム・キッズII 仮想科学小説集 夢ビデオ （1997年11月発行、アスキー） ISBN 978-4893668226
- 2000年のゲーム・キッズIII 仮想科学小説集 バーチャル・アイドル・クラブ （1998年1月発行、アスキー） ISBN 978-4893669261

2999年のゲーム・キッズ
ファミ通ブックス版
- 2999年のゲーム・キッズ （1999年12月発行、アスキー） ISBN 978-4757206601
- 2999年のゲーム・キッズ短編集 聖人プログラム （2000年2月発行、アスキー） ISBN 978-4757206670

エンターブレイン版
- 2999年のゲーム・キッズ 完全版 （2003年2月、エンターブレイン） ISBN 978-4757713284
- 2999年のゲーム・キッズ 体験版 （1999年2月、ファミ通Wave 付属 SLPM 80366） 株式会社アスキー
ファミ通ブックス版2冊の内容も含んだ全編収録。

講談社BOX版
- 2999年のゲーム・キッズ 完全版DX （2008年5月8日、講談社、挿絵：TAGRO） ISBN 978-4062836593
完全版に加筆修正を行った上で新作『シズクダイヤものがたり』を収録。

### 文庫版
1999年のゲーム・キッズ
幻冬舎版
- 1999年のゲーム・キッズ （1997年4月発行、幻冬舎文庫） ISBN 978-4-87-728455-8
- 1999年のゲーム・キッズII マザー・ハッカー （1997年11月発行、幻冬舎文庫） ISBN 978-4-87-728531-9
- 1999年のゲーム・キッズIII デジタルな神様 （1999年6月発行、幻冬舎文庫） ISBN 978-4-87-728751-1

星海社版
- 1999年のゲーム・キッズ 上 （2012年5月11日発売、星海社文庫、挿絵：竹） ISBN 978-4-06-138933-5
- 1999年のゲーム・キッズ 下 （2012年7月11日発売、星海社文庫、挿絵：竹） ISBN 978-4-06-138935-9

2000年のゲーム・キッズ
幻冬舎版
1巻分のみが文庫化。
- 2000年のゲーム・キッズ （2000年10月発行、幻冬舎文庫） ISBN 978-4-34-440039-9

星海社版
- 2000年のゲーム・キッズ 上 （2012年10月発行、星海社文庫、挿絵：竹） ISBN 978-4-06-138938-0
- 2000年のゲーム・キッズ 下 （2012年12月発行、星海社文庫、挿絵：竹） ISBN 978-4-06-138941-0

2999年のゲーム・キッズ
- 2999年のゲーム・キッズ 上 （2013年3月発行、星海社文庫、挿絵：竹） ISBN 978-4-06-138944-1
- 2999年のゲーム・キッズ 下 （2013年5月発行、星海社文庫、挿絵：竹） ISBN 978-4-06-138947-2

2013年のゲーム・キッズ
- 2013年のゲーム・キッズ （2013年11月8日発売、星海社文庫、挿絵：竹） ISBN 978-4-06-138961-8

令和元年のゲーム・キッズ
- 令和元年のゲーム・キッズ （2019年7月2日発売、星海社FICTIONS、挿絵：坂月さかな） ISBN 978-4-06-516932-2

## 関連作品
- BLACK OUT - 『1999年のゲーム・キッズ』が原案としてクレジットされており、渡辺浩弐によるノベライズも刊行された。
- 世にも奇妙な物語 - 幾つかの作品が原作として映像ドラマ化されている。1997年3月28日号の週刊ファミ通には『本誌で連載中の仮想科学小説、「2000年のゲーム・キッズ」のテレビドラマ化が決定！発売中の単行本に収録されている”培養臓器”が3月31日に全国フジテレビ系で放映される「世にも奇妙な物語 97春の特別編」(仮)に登場するぞ!!』との記事が載せられている。
- プラトニックチェーン - 渡辺浩弐の小説作品で、近未来的な技術を題材にしたショートショートという本シリーズと同じ体裁を取っている。
- 2nd Memories - 小椋久雄監督による短編映画。『2999年のゲーム・キッズ』「別れる方法」が原作としてクレジットされている。